# Dimer chlorobis(cyklookten)iridia
Dimer cyklooktadieniridiummethoxidu je organická sloučenina iridia se vzorcem Ir2Cl2(C8H14)4, kde C8H14 je cis-cyklookten. Jedná se o žlutou pevnou látku používanou na přípravu dalších komplexů iridia, z nichž některé mají využití jako katalyzátory.
Připravuje se zahříváním roztoku hexachloriridičitanu sodného v ethanolu s cyklooktenem. Coe ligandy lze snadno nahradit zásaditějšími, snadněji než u dimeru cyklooktadieniridiumchloridu; například reakcí s trifenylfosfinem (PPh3) vzniká IrCl(PPh3)3:
Ir2Cl2(C8H14)4 + 6 PPh3 → 2 IrCl(PPh3)3 + 4 C8H14